# Prodoretus granuliceps
Prodoretus granuliceps är en skalbaggsart som beskrevs av Eugène Benderitter 1925. 
Prodoretus granuliceps ingår i släktet Prodoretus och familjen Rutelidae. Inga underarter finns listade i Catalogue of Life.